# Bálint Zsombor
Bálint Zsombor (Nyárádkarácson, 1956. február 23. – Nagymaros, 2018. december 17.) erdélyi magyar képzőművész.
Szobrait, képeit, grafikáit és térberendezéseit az ókori kultúrák és a reneszánsz európai művészet formai megoldásainak és gondolatvilágának ihletettsége határozza meg. Sajátos technikájú kerámiaszobrait és alkotásait az anyagok és technikák könnyed használata és közvetlenség jellemzi.

## Pályafutása
Gazdálkodó családban született Nyárádkarácson falván. A gimnáziumi éveket Marosvásárhelyen töltötte, majd 1982-ben a kolozsvári Ion Andreescu Képző- és Iparművészeti Főiskola kerámia szakán diplomázott. A főiskola elvégzése után többek között grafikai tervezéssel, restaurálással és tanítással is foglalkozott. 
1992-ben települt át Magyarországra családjával. 2004-ben ösztöndíjjal Franciaországban, Prévelles-ben is megfordult. Ugyanebben az évben született hatodik gyermeke. 2015-től haláláig a nagymarosi Triptichon Galéria vezetőjeként tevékenykedett. Tagságai: Magyar Papírművészeti Társaság, MAOE, Verőcei Műhely Művészeti Egyesület.

A négyfelé ágazó folyók kertje

## Ars Poetica
Minden ürügy… a címek, a témák, a szimbólumok. Minden ürügy, de lényeg is egyszerre. Minden játék, de halálosan komoly játék. Ürügy a szarvas, ürügy az ember, ürügy a kert, az Éden, az Isten. Ürügy, de mindenik kulcs a kapuhoz. A kapu mögött a kert, a pókhálós, a zegzugos, a dohos és illatos, a napfényes és titkos és kusza… Ha csak állok a kert előtt és legyintek: nem érdekel, nem nyílik ki soha.
A kép, mint a kert, be kell lépnem, követnem kell az utat, de el is kel tévednem nemegyszer. És újra és újra visszatalálnom a jelképek pókhálóiból. A kép egy végtelen kert. Kulcs az úthoz, mely végtelen, mint a fény önmagadhoz. 

## Egyéni kiállításai

Szent udvaraink voltak (A végtelen tekercs (qumrani) töredékeiből)

- 2011 - Fosszíliák, Károly Róbert Pincetárlat, Nagymaros
- 2010 - Rajzás, Fiktív Galéria, Budapest
- 2009 - „Les 3 clefs du jardins des délice”, Espace Parragon, Luxemburg
- 2009 - Apokrif, Curia Galéria, Vác
- 2006 - Bálint Zsidó Közösségi Ház, Budapest
- 2005 - A végtelen tekercs töredékeiből, Mednyánszky Galéria, Budapest
- 2004 - Prévelles (Franciaország)
- 2004 - Párizsi Magyar Intézet
- 2003 - Végtelen kert, Gorka Múzeum, Verőce
- 2002 - Lélektükör, Art-fort, Komárom
- 2000 - Konzervidő, Arcus Galéria, Vác
- 1999 - Tükör, Radóczy Mária Galéria, Budapest
- 1999 - Tükör–Kép–Idő, Czóbel Galéria, Hatvan
- 1999 - Sakk, Prím-kert Galéria, Nagymaros
- 1994 - Magyar Nemzet Galéria
- 1993 - BMK Galéria, Art Jam

## Díjak és ösztöndíjak
- 2010 - Téli tárlat, I. díj, Vác
- 2005 - Bronz  Szimpózium, Nyíregyháza
- 2004 - Ösztöndíj, Franciaország
- 1993 - Művészeti Diploma, II. Nemzetközi Kortárs Képzőművészeti Kiállítás
- 1983 - Országos Tervezői Verseny, Románia

## Köztéri munkái
- Díszcsempék, nagyszebeni vár
- Museé Malicorn
- Musée Prévelles
- Szabadtéri kerámiaszobor, Prévelles
- Kassák Lajos-emléktábla, Nagymaros